# Kiwi

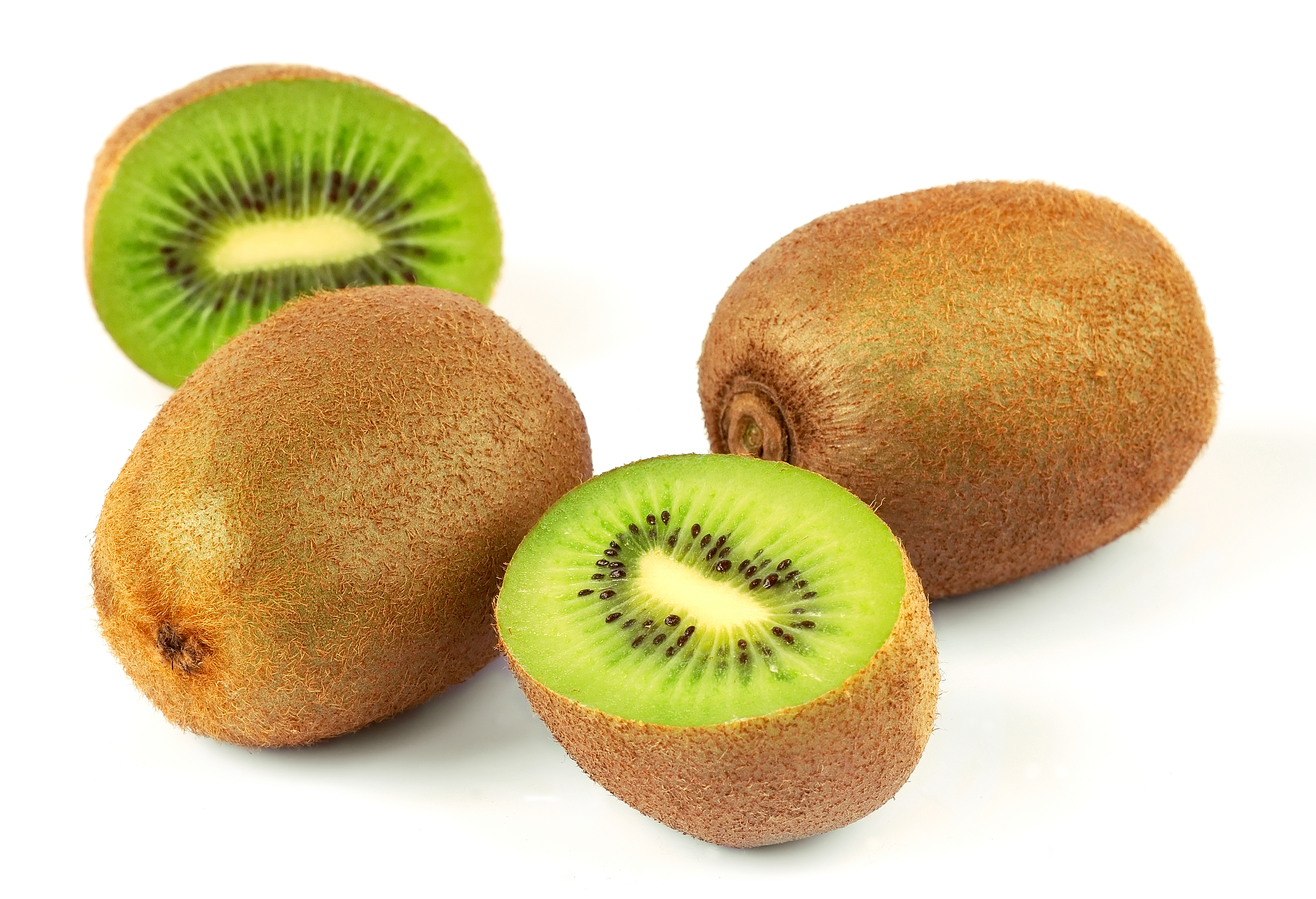
Plody zeleného kiwi

Kiwi je ovoce, plod popínavých dřevin rodu aktinidie, pocházejících z Číny.
Plod liány aktinidie lahodné (Actinidia deliciosa) obsahuje velké množství vitamínu C. Velikostí je podobný slepičímu vejci, slupka je hnědá a chlupatá, dužina obvykle zelená s bílým středem, kolem něhož jsou umístěna černá semena. Na jedné liáně může růst až 200 kg plodů.

## Původ a historie

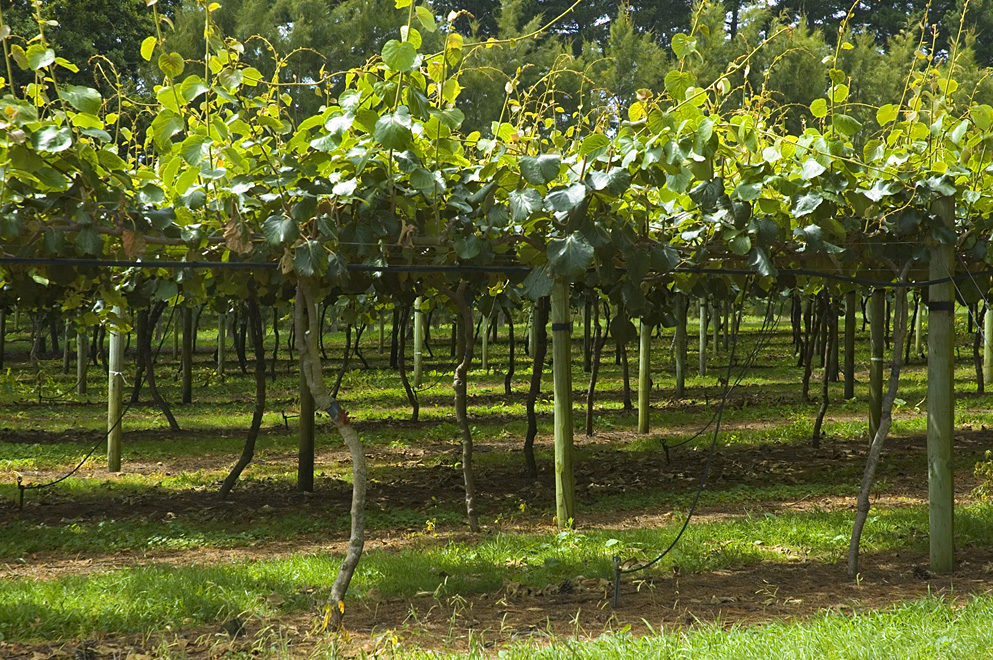
Keře kiwi, Nový Zéland

Předkem dnešního kiwi[zdroj⁠?!] je Actinidia deliciosa, která je původně z Číny. Jiný předek kiwi, také Actinidia, byl také nalezen v Číně. Kiwi zde mělo různé názvy, jako například „jang-tao“ (čínsky znaky 羊桃). Semena byla transportována do světa a brzy se rozšířila do Japonska a na Sibiř. Počátkem 20. století se dostalo kiwi na Nový Zéland. Lidem, kteří kiwi ochutnali, připomínalo chutí angrešt, proto jej pojmenovali také čínský angrešt. Kiwi však s angreštem a jeho rodem nemá nic společného.
Ve 20. letech 20. století se rozšířilo domácí pěstování kiwi. Ve 40. letech se již přešlo na komerční pěstování a dlouhou dobu držel Nový Zéland prvenství ve vývozu kiwi (12 t/ha). V současné době je vedoucím producentem kiwi Itálie. Za ní se drží Nový Zéland, Chile, Francie, Japonsko, Řecko a USA. Vyšlechtěné velkoplodé odrůdy kiwi ale mají svůj původ na Novém Zélandu, odtud pochází jejich obchodní název. Kiwi může být pěstováno ve většině mírných klimat s adekvátním letním teplem. Do České republiky se dováží více kiwi italského původu, protože je levnější, dostupnější a lépe skladovatelné. Navíc je dovoz z nepříliš vzdálené Itálie ekologicky účelnější než ze zámoří.[zdroj?]

## Etymologie

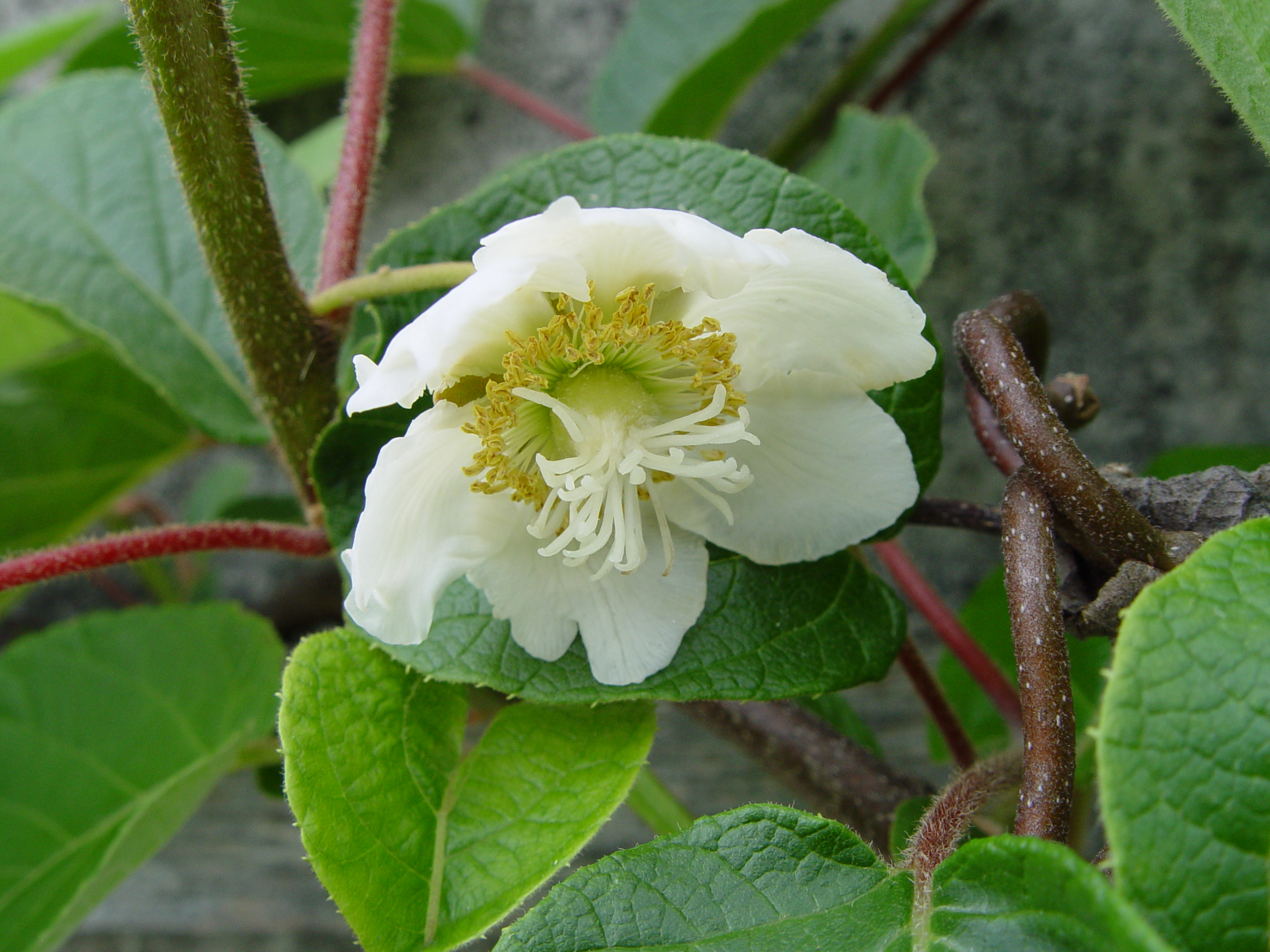
Samičí květ

Kiwi dostalo svůj nový název (původně čínský angrešt) kvůli studené válce a z nové marketingové strategie, podle národního ptáka Nového Zélandu – kivi, jehož vzhledově poněkud připomíná. V roce 1973 se jméno stalo oficiálním obchodním jménem.
Kvůli zmatkům, zda se při vyslovení „kiwi“ jedná o ovoce nebo o ptáka, prodává Nový Zéland kiwi pod značkou Zespri, což je také ochranná známka. Značkování také slouží k tomu, že se rozlišují kiwi z Nového Zélandu od ovoce plozeného jinými zeměmi, které mnohdy profitují ze jména „Kiwi“.

## Vzhled a vůně

### Zelené kiwi

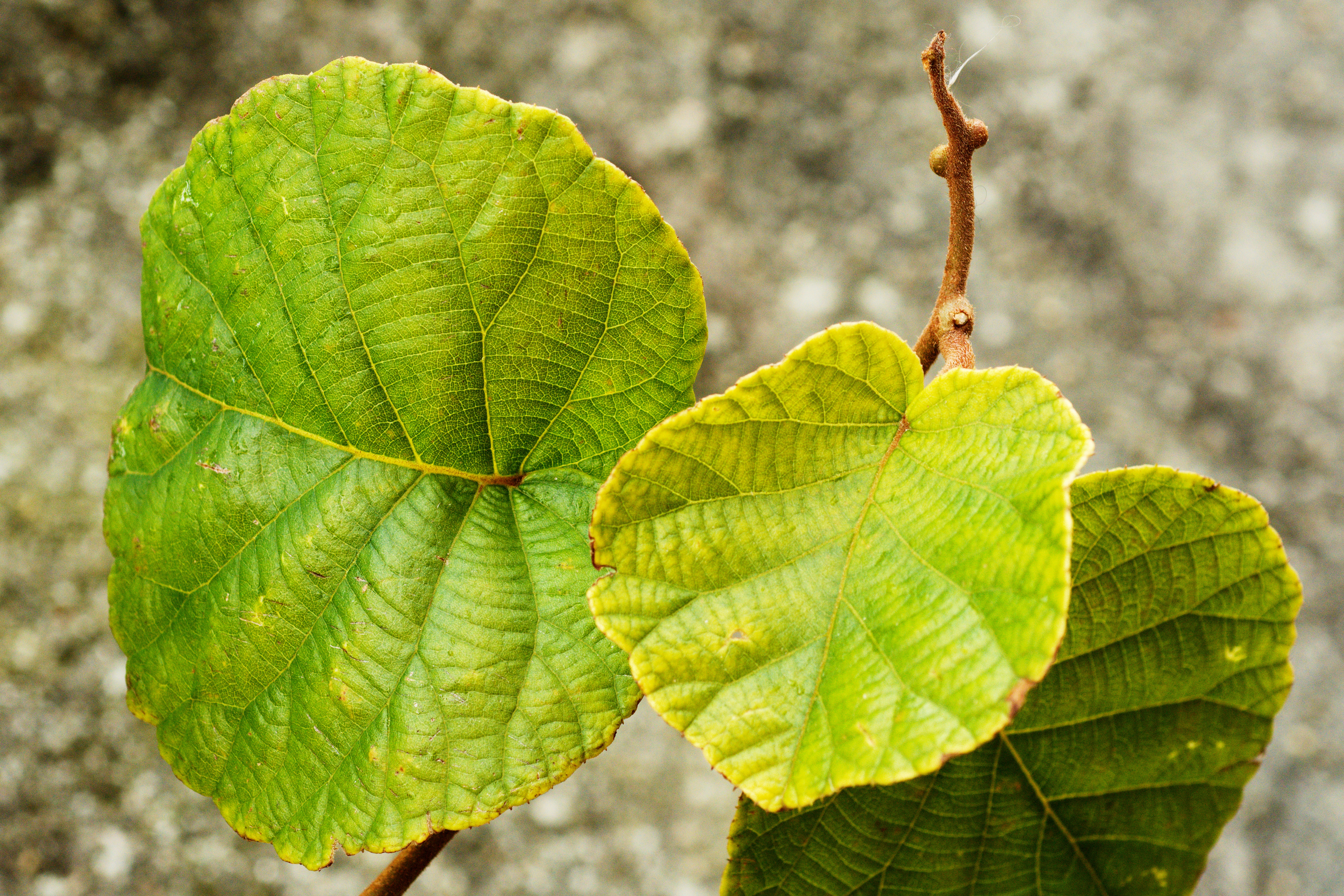
List aktinidie lahodné

Tradiční zelená kiwi jsou oválná, velká zhruba jako slepičí vejce, ale ne tak špičatá. Kiwi má hnědou a chlupatou slupku. Slupka není zdravotně závadná a je možné ji jíst. Kiwi je tvrdé a postupem času měkne a zraje, čímž se mění i jeho chuť z trpké a kyselé na sladko-kyselou. Je citlivé na tlak a mačkání. 

### Zlaté kiwi

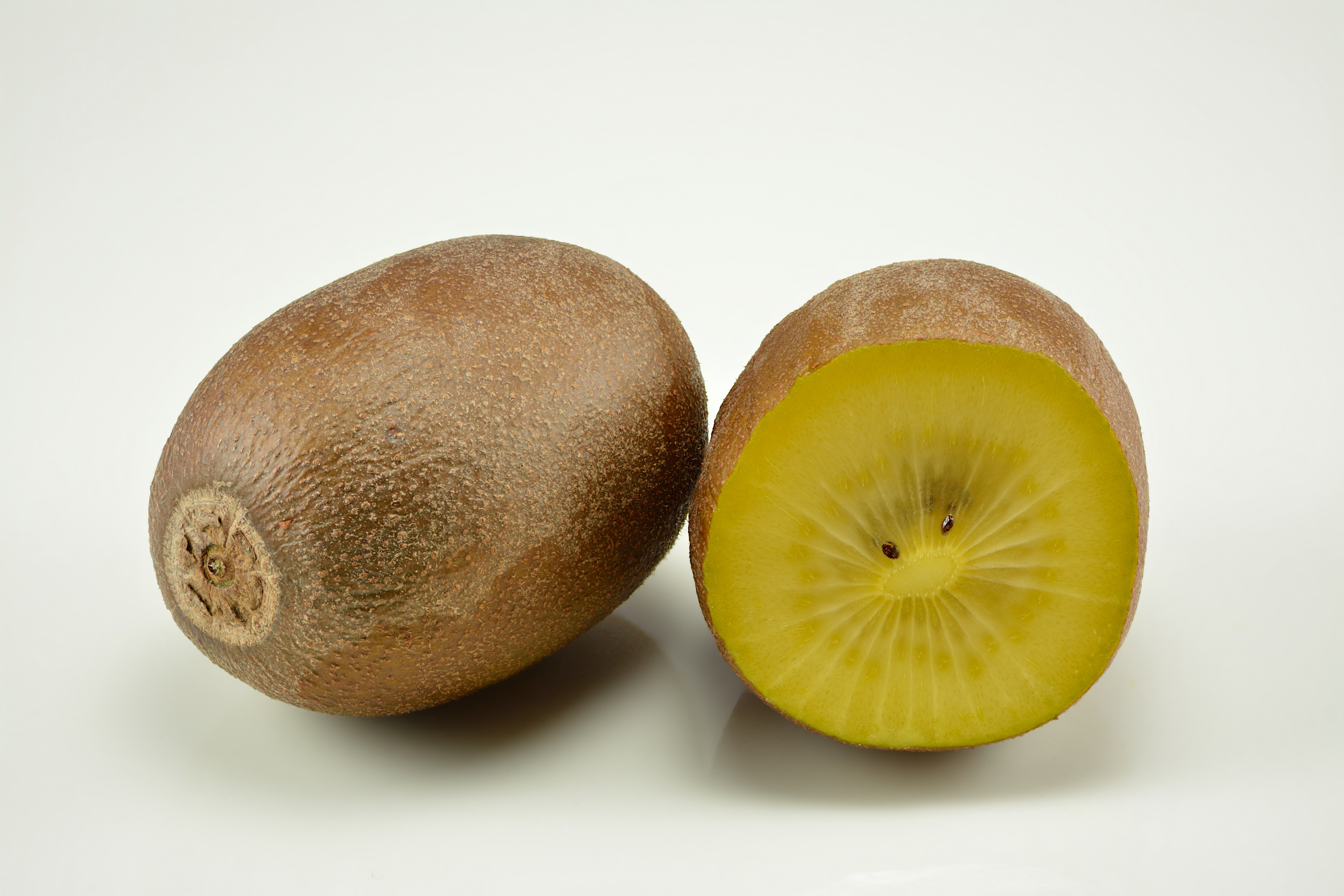
Zlaté kiwi

V současné době je v některých zemích možné sehnat zlatá kiwi. Zlaté kiwi se od tradičního zeleného liší barvou dužiny a tvarem. Špička naproti stopce je kulatější a tvar tak více připomíná vejce nebo hrušku. Chloupky na slupce jsou miniaturní a zastoupeny v mnohem menším množství. Díky tomu je zlaté kiwi citlivější na poškození a dozrává dříve. Mnoho farem produkujících zlaté kiwi proto preferuje ruční sbírání přímo z keřů s ručním překládáním do košů a krabic[zdroj?]. I přes svoji náročnost na šetrné zacházení se zlaté kiwi vyváží do celého světa. Oproti zelenému kiwi je zlaté sladší, jemnější a není tak kyselé. Kvůli vyšším nákladům na pěstování, sklizeň i přepravu je v obchodech také dražší.

## Léčivé účinky
Kiwi obsahuje větší množství vitamínu C než většina druhů ovoce. Obsahem až 1 miligram vitamínu C v 1 gramu pokrývá konzumace jednoho kusu kiwi příjem denní dávky. Díky vitamínu C v kombinaci s hořčíkem podporuje kiwi látkovou výměnu, zpevňuje cévy a žíly, posiluje imunitní systém a zlepšuje zrak. Je známo, že vitamín C je důležitý antioxidant, který pomáhá zvládat stres, zvyšuje schopnost soustředit se a podporuje tvorbu hormonů pro dobrou náladu. Dále konzumace kiwi přispívá ke zdravé funkci srdce a svalů, k růstu kostí, pomáhá při krvácení z dásní, parodontóze. V zimních měsících je kiwi výbornou prevencí chřipky, nachlazení a rýmy.[zdroj?] Je i významným zdrojem energie pro sportovce, kterým pomáhá například při namožení vaziv nebo podvrtnutém kotníku, protože díky vysokému obsahu vitaminu C zpevňuje vaziva.
Obsah draslíku je mírně nižší než u banánu. Kiwi také obsahuje vitamín E, který má rovněž antioxidačními účinky. Je také bohaté na některé bílkoviny, které se používají ke změkčování masa. Ty jsou ale pro některé lidi alergenem.

## Použití kiwi v kuchyni
Kiwi je možné jíst syrové nebo tepelně upravené. Mnoho lidí si kiwi před konzumací loupe, ale není to nutné. Kiwi lze jíst i jako jablko, stačí jej před konzumací jen umýt. Nejlepší způsob, jak jíst kiwi bez slupky, je rozpůlit je a lžičkou vydlabat měkkou dužinu. Také lze kiwi omýt, oloupat a sníst. K oloupání je možné použít škrabku na brambory nebo obyčejný loupací nůž. Stejně jako u jiného ovoce se ale i u kiwi loupáním ztrácí mnoho ve výživě významných látek.[zdroj?]
Kvůli změkčovacímu enzymu není dobré kiwi používat v dezertech a moučnících, které obsahují mléko nebo mléčné výrobky.[zdroj?] Přesto je kiwi v kombinaci se šlehačkou v mnoha oblíbených dezertech. Kiwi chutná nejlépe v čerstvém stavu, ale vyrábí se z něj i kompoty, koláče, ovocné dezerty, marmelády, používá se ke zdobení dezertů a výrobků studené kuchyně. Využívá se také při výrobě džusů nebo míchání koktejlů; do nápojů je ale vhodné kiwi oloupat, protože jinak se do nápoje ze slupky rozmixováním rozptýlí příliš mnoho hořkých látek, které sice nejsou nezdravé, ale způsobují nepříjemnou trpkou chuť. Kiwi lze i sušit. Je jej možno použít také jako náplň do palačinek, k ochucení jogurtů nebo zmrzliny.

## Průměrný obsah látek a minerálů
Tabulka udává dlouhodobě průměrný obsah živin, prvků, vitamínů a dalších nutričních parametrů zjištěných v plodech kiwi.
| Složka          | Jednotka | Průměrný obsah | Prvek (mg/100 g) | Průměrný obsah | Složka (mg/100g) | Průměrný obsah |
| --------------- | -------- | -------------- | ---------------- | -------------- | ---------------- | -------------- |
| voda            | g/100 g  | 84,0           | Na               | 4              | vitamin C        | 59             |
| bílkoviny       | g/100 g  | 1,1            | K                | 290            | vitamin D        | 0              |
| tuky            | g/100 g  | 0,5            | Ca               | 25             | vitamin E        | –              |
| cukry           | g/100 g  | 10,3           | Mg               | 15             | vitamin B6       | 0,15           |
| celkový dusík   | g/100 g  | 0,18           | P                | 32             | vitamin B12      | 0              |
| vláknina        | g/100 g  | 1,9            | Fe               | 0,4            | karoten          | 0,04           |
| mastné kyseliny | g/100 g  | stopy          | Cu               | 0,13           | thiamin          | 0,05           |
| cholesterol     | g/100 g  | 0              | Zn               | 0,1            | riboflavin       | 0,04           |
| energie         | kJ/100 g | 207            | Mn               | 0,1            | niacin           | 0,2            |

## Skladování
Plody je potřeba při výběru lehce ohmatat. Příliš tvrdé kiwi je ještě nezralé, má méně šťávy, je kyselejší a zejména slupka je tuhá, avšak je možné ho jíst. Takové kiwi je možné koupit a nechat doma dozrát. Příliš měkké kiwi není vhodné nakupovat, pokud z něj nechceme připravovat marmeládu. Kiwi není výrazně chemicky ošetřeno jako citrusy a přitom jej lze skladovat delší dobu. Při teplotě kolem 1 °C a asi 80–90 % vlhkosti vzduchu vydrží kiwi až 5 týdnů.